# 333
Cette page concerne l'année 333  du calendrier julien. Pour l'année 333 av. J.-C., voir 333 av. J.-C. Pour le nombre 333, voir 333 (nombre).
L'année 333 est une année commune qui commence un lundi.

## Événements
- 26 juillet : Ezana est converti au christianisme par un missionnaire copte nommé Frumence d'Aksoum (date traditionnelle). Entre 341 et 346, Frumence est consacré Abuna, c'est-à-dire évêque d'Éthiopie par Athanase le patriarche d'Alexandrie[1].
- 18 novembre : date probable de la consécration de la première basilique Saint-Pierre à Rome[2].
- 25 décembre : Constant, fils de Constantin, est élevé à  la dignité de César[3].

- Révolte de Calocaerus qui se proclame empereur à Chypre (fin en 334)[4].
- Famine en Syrie. Salamine est détruite par un tremblement de terre[3].
- Un habitant anonyme de Bordeaux se rend en pèlerinage à Jérusalem et en laisse un récit qui est parvenu jusqu'à l'époque contemporaine : Itinerarium a Burdigala Hierusalem usque (L'Itinéraire de Bordeaux vers Jérusalem)[5]. Le pèlerin gaulois passe par la vallée du Danube, Constantinople et l’Asie Mineure.